# Impatiens delavayi
Impatiens delavayi är en balsaminväxtart som beskrevs av Adrien René Franchet. Impatiens delavayi ingår i släktet balsaminer, och familjen balsaminväxter. Inga underarter finns listade i Catalogue of Life.